# Museo d’arte della Svizzera italiana
Das Museo d’arte della Svizzera italiana di Lugano (MASI, auch MASILugano) ist ein Kunstmuseum in Lugano in der Schweiz. Das Museum entstand durch die Fusion des Museo Cantonale d’Arte mit dem Museo d’Arte und wurde am 12. September 2015 eröffnet. Seit dem 13. Dezember 2019 bestehen die beiden Standorte im Kunstzentrum Lugano Arte e Cultura (LAC) und im Palazzo Reali (Lage).

## Geschichte
1892 entstand die Idee, ein Kunstmuseum des Kantons Tessin in Lugano zu gründen. Als Standort war die Kirche Santa Maria degli Angioli vorgesehen. Im folgenden Jahr vermachte Antonio Caccia der Stadt Lugano eine Sammlung von Kunstgegenständen sowie die Villa Malpensata (seit 2019 «musec – Museo delle Culture»). Zur Errichtung des Städtischen Kunstmuseums wurde 1904 die «Fondazione Caccia» gegründet. Das Museo Civico di Belle Arti – Fondazione Caccia wurde 1912 in der Villa Malpensata eröffnet und zog 1933 in die Villa Ciani (Lage) um. Kunstausstellungen der Stadt wurden seit 1973 auch wieder in der Villa Malpensata gezeigt. Mit einer steigenden Zahl von Ausstellungen erhielt diese 1992 offiziell die Bezeichnung Museo d’Arte Moderna und 2008 Museo d’Arte.

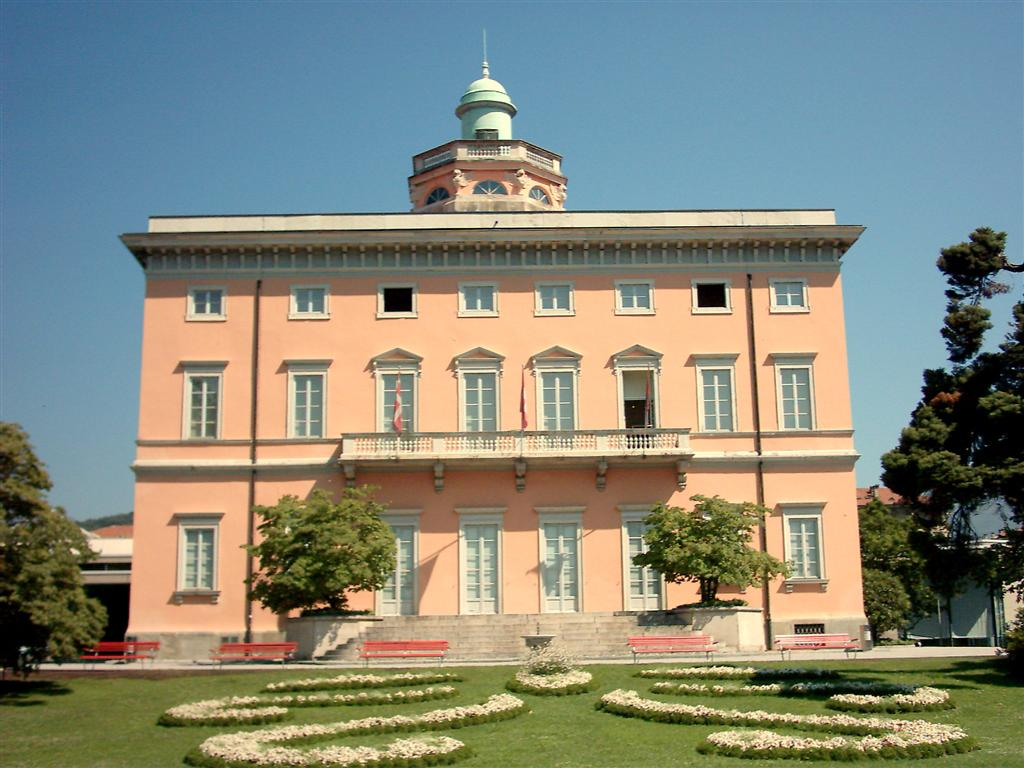
Ehemaliger Standort Palazzo Ciani (2010)
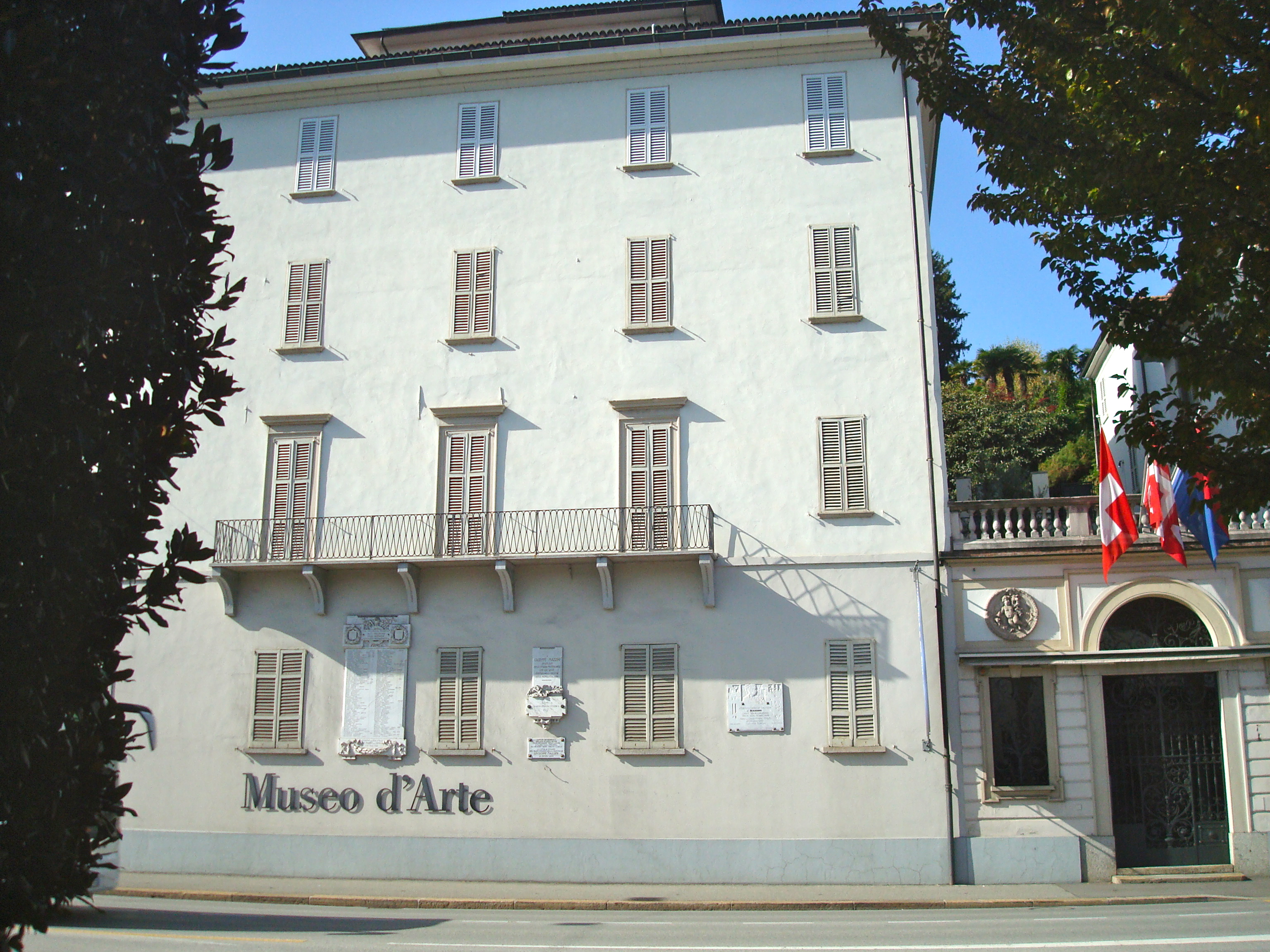
Ehemaliger Standort Villa Malpensata (2012)
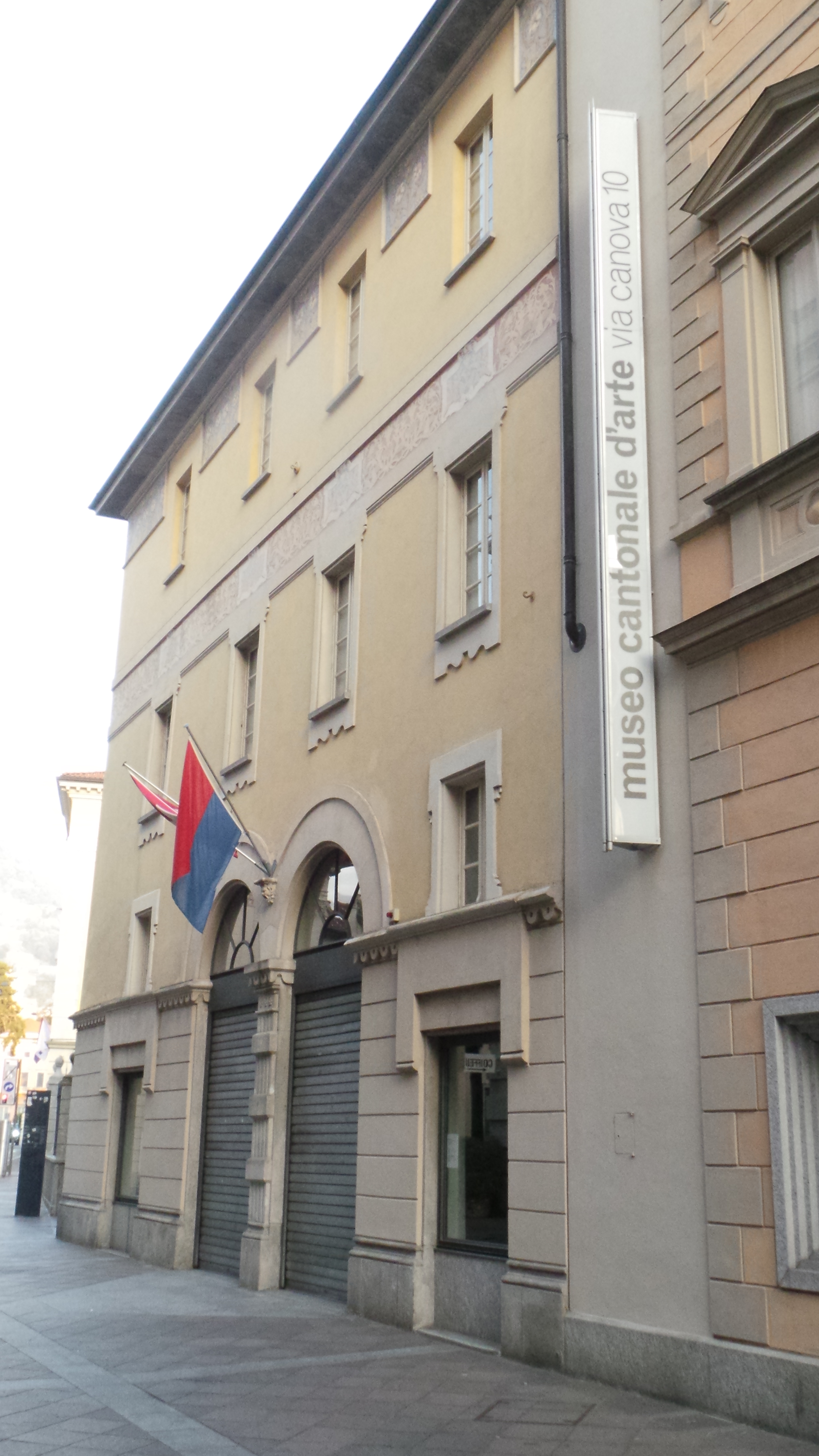
Standort Palazzo Reali (2014)

Das Kunstmuseum des Kantons Tessin (Museo Cantonale d’Arte) wurde 1987 im Palazzo Reali eröffnet. Nachdem 2010 eine Zusammenarbeit vereinbart worden war und es 2012 mit dem Städtischen Kunstmuseum eine gemeinsame Leitung erhalten hatte, wurde 2015 das Museo Cantonale d’Arte mit dem Museo d’Arte (della Città di Lugano) zusammengelegt.
Die zeitgenössische Kunstsammlung von Giancarlo und Danna Olgiati wurde der Stadt Lugano 2012 zum Niessbrauch («usufrutto») überlassen und eröffnete im selben Jahr im «Spazio -1».
Das Museum wird seit Januar 2018 von Tobia Bezzola geleitet. Präsidentin des Stiftungsrats ist Carmen Giménez, die 2018 die Picasso-Ausstellung des Museums kuratierte.
Das MASI mit mehr als 100'000 Besuchern ist eins von dreizehn Museen, die vom Schweizer Bundesamt für Kultur im Fünfjahreszeitraum 2018–2022 unterstützt werden. Es ist Mitglied der «Art Museums of Switzerland», die zur weltweiten Tourismusförderung ausgewählt wurden.

## Standorte
Sonderausstellungen werden im Kunstzentrum LAC gezeigt. Die Dauerausstellung im Palazzo Reali aus dem 15. Jahrhundert wurde am 13. Dezember 2019 nach dreijährigen Renovationsarbeiten wiedereröffnet. Sie umfasst acht Säle und zwei Korridore. Ein dritter Standort ist die Collezione Giancarlo e Danna Olgiati in der Riva Caccia 1, die zweimal jährlich im Herbst und Frühjahr mit Wechselausstellungen öffnet.

## Sammlung
Die Sammlung umfasst nicht nur Werke von Tessiner Künstlern oder schweizerischen und ausländischen Künstlern, die in der italienischsprachigen Schweiz gearbeitet haben, sondern auch von italienischen und anderen Künstlern, die in der Geschichte der modernen Kunst eine führende Rolle gespielt haben sowie zeitgenössische Künstler. Beispielsweise: Degas, Renoir, Pissarro, Orozco, Dijkstra und Struth. Die Kunstsammlungen des Kantons und der Stadt sind «Kulturgüter von nationaler Bedeutung der Kategorie A» im Schweizerischen Inventar (KGS).
Die Collezione Giancarlo e Danna Olgiati umfasst über 200 Werke der künstlerischen Avantgarde des 20. und 21. Jahrhunderts.

## Ausstellungen (Auswahl)
- 2017: Meret Oppenheim: Works in dialogue from Max Ernst to Mona Hatoum.[7]
- 2018: Pablo Picasso: Uno sguardo differente[8]
- 2019/2020: William Wegman: Being human
- 2019/2020: Julian Charrière: Towards No Earthly Pole
- 2019/2020: Marisa Merz: Geometrie sconnesse palpiti geometrici
- 2020: Monet, Cézanne, Van Gogh... Meisterwerke der Sammlung Emil Bührle
- 2024: Auge in Auge. Hommage an Ernst Scheidegger. 18. Februar 2024 – 21. Juli 2024[9]

## Fussnoten
1. ↑  MASI: Musei d’arte a Lugano: la storia in breve. (italienisch, abgerufen am 2. Dezember 2019)
2. ↑  MASI: Governance. (abgerufen am 2. Dezember 2019)
3. ↑  ticino.ch: Museo d’arte della Svizzera Italiana (MASI), Lugano. (abgerufen am 2. Dezember 2019)
4. ↑  MASI: Palazzo Reali – Una nuova sede per il MASI. (abgerufen am 2. Dezember 2019)
5. ↑  Kulturgüterschutzinventar mit Objekten von nationaler Bedeutung: MASI: Museo cantonale dellarte. (abgerufen am 2. Dezember 2019)
6. ↑  Kulturgüterschutzinventar mit Objekten von nationaler Bedeutung: MASI: Museo civico delle belle arti. (abgerufen am 2. Dezember 2019)
7. ↑  MASI: Meret Oppenheim. (englisch, abgerufen am 2. Dezember 2019)
8. ↑  MASI: Mostra Picasso Lugano. (italienisch, abgerufen am 2. Dezember 2019)
9. ↑  Auge in Auge. Giacometti, Dalí, Miró, Ernst, Chagall. Hommage an Ernst Scheidegger In: MASI, abgerufen am 29. Februar 2024.

Koordinaten: 45° 59′ 56,8″ N, 8° 56′ 54,4″ O; CH1903: 716966 / 95297